# ティーモ・シュプリーモ
『ティーモ・シュプリーモ』（原題：Teamo Supremo）はアメリカ合衆国で2002年1月19日から2004年8月17日までABCとトゥーンディズニーで放送されたテレビアニメ。全39話。日本では2004年6月21日からディズニーチャンネルで放送され、2005年にトゥーンディズニーで放送された。

## 登場人物

### ティーモ・シュプリーモ
ウラドナーク-クランドル船長/ベルトボーイ
声 - スペンサー・ブレスリン/日本語版 - 朴璐美
ティーモ・シュプリーモのリーダー。自分を他の星から来た異星人だと信じている。
武器はヨーヨーやおはじき、ブーメランなど。
ブレンダ/ロープガール
声 - アラナ・ユーバック/本井えみ
カウガール風の服装をした日本人の少女。武器は縄跳び。
ヘクター・Q/スケートラッド
声 - アラナ・ユーバック/田野恵
メキシコ人。武器はスケートボード。好物は母親の作ったメキシコ料理。
双子の姉妹が一組いる。(劇中で名前は明らかにされていない)
母親は太っている。

### ティーモ・シュプリーモ関係者
K.-G.・ケヴィン知事/ロックオン
声 - マーティン・マル/津田英三
州Xの知事。割と気のいい人物。
エプシロン署長/ローマン
声 - ブライアン・ドイル＝マーレイ /石住昭彦
警察署長。元は国でトップの捜査官。ティーモ・シュプリーモの存在を快く思っていない。
地球人ママ
声 - ジュリア・スイートニー/橘川佳代子
クランドルが彼女を自分の育ての親だと考えているため、地球人ママと呼んでいる。
ジーン
声 - レイチェル・クレイン/中村千絵
クランドルの地球人における姉。登場するたびに違う仕事につく事を目指している。
ニック/ダークタロン
クランドルの祖父。バットマンに似たスーパーヒーロー。
ゴードン/シルバーシールド
クランドルの祖父。キャプテン・アメリカに似たスーパーヒーロー。
アクション/エース・バットハウンド
クランドルの飼い犬。
ポールセン教授
声 - フレッド・ウィラード/中村秀利
ティーモ・シュプリーモのメカニック。
サム博士
ポールセンの助手。
ウーリガンツちゃん
ティーモ・シュプリーモのメンバーたちの教師。宿題はあまり出さないが、やらないと怒る。
ヴィヴァ・ブーム
ケヴィン知事の高校時代からの彼女であるオランダ人。現在は映画女優として活躍している。

### 敵
B・ブリッツ男爵
声 - モーリス・ラマーシュ/稲葉実
ドイツ訛りの英語をしゃべる、青い肌の小男。蝋人形などを操ることができ、後期では銅像などを操ることもあった。
BB・ピエロ/誕生日泥棒
声 - マーク・ハミル/梅津秀行
悪の道に走ったピエロ。部下のパーティー部隊を率いて誕生日パーティーを衝撃しては誕生日プレゼントを奪っていく。一度バレンタインカードを奪うバレンタイン泥棒になったこともあった
チョッパーダディ・スネーク
声/中村秀利
バイク乗り。
ジャスティン・スネーク/スクーターラッド
声：パメラ・アドロン/梅田貴公美
チョッパーダディの息子。割と腹黒く、ティーモ・シュプリーモをだましたこともある。
デハイドロ
声 - ディードリック・ベーダー
回りくどい偉そうな喋り方で喋る。地上を水没させようと目論む。いちどロープガールに敗れて以来彼女に復讐心を燃やしている。
ポリー・ピクセル/エレクトロニカ
声 - グレイ・デライル
もともとはゲームのデザイナーだったが、ユーザーがチートを多用していたために復讐を果たすべく悪の道へ走った。変名にLilly Poplex がある。
『Oops!フェアリーペアレンツ』のミス・ドゥームブリンガーと似ている。
ヘリウス・インフレートー
声/天田益男
カジノを立てたがっていたが、州Xの条例で許可されていなかった為悪事を働いた。脱獄せずに法律の盲点を突いて出所するといった策士な一面もある。
ヒプノセリア博士
声 - エイプリル・ウィンチェル
催眠術師。
S.-ラリー・T/オレンジビアード・レーザーパイレーツ船長
声 - ティム・カリー/斎藤志郎
ケヴィン知事やポールセンとは大学の同級生。水辺の事故で発明品が壊れて以来水を嫌っている。（この事故がきっかけでレベル5の設備は全て防水処理がされている）
水が嫌いなため船の上にビルがついたエアカーを地上で乗り回してる。
クロフォード巡査/ガントレット
声：ウォーレス・ショーン
ポールセンのかつての仲間。ありとあらゆる金属を引き付ける鍋掴みでティーモシュプリーモのスーパーツールを無効化する強敵として何度も立ちふさがったが、大抵気の短さがあだとなる。
マダム・スネーク
変身能力のある悪女。男女どちらにも変身することが可能であり見た目も完璧なのだが蛇のような舌だけは隠しきれないのか舌がたまに出る。
ラージさん
声 - エドワード・アズナー/中多和宏
ステレオタイプがかったならずもののリーダー。大きなものを狙う傾向がある。どちらかというと他の悪人と協力して悪事を働くことが多い.
コリン・コイル/ポゴ博士
改造したホッピングに乗ってあちこちを移動することが可能なマッドサイエンティスト。

## サブタイトル
| #  | サブタイトル                                           | 原題                                                                 | 日本放送日     |
| -- | ------------------------------------------------------ | -------------------------------------------------------------------- | -------------- |
| 1  | ティーモ・シュプリーモ誕生! / 政府のスーパーヒーロー   | In the Beginning... / Duly Deputized Super Agents!                   | 2004年6月21日  |
| 2  | 怪談はどっち? / 誰がよんだの? 誕生日どろぼう           | And Then There Were Two... / Who Invited the Birthday Bandit?        | 2004年6月22日  |
| 3  | 姉さんはスパイ?! / 宿題がいっぱい                      | My Sister the Spy! / Sinister Substitute!                            | 2004年6月23日  |
| 4  | 最強の敵はママ!? / ブリッツ男爵の弱点                  | Grounded! / The Baron and the Baby Brother!                          | 2004年6月24日  |
| 5  | ホラー・ヒルのおばけやしき / 歯医者は こわい?!         | The Haunted House on Horror Hill! / An Appointment With the Dentist! | 2004年6月25日  |
| 6  | 署長はスーパーヒーロー / ハイテク海賊                  | The Chief's New Groove / Capitol Offense!                            | 2004年6月28日  |
| 7  | 太陽をとりかえせ! / ドロボーは誰だ!                    | Danger Dirigibles! / Enter the Cheapskate!                           | 2004年6月29日  |
| 8  | デザート大好き! / クランドルの誕生日どろぼう           | Appetite For... Dessert! / It's Crandall's Birthday - Bandit!        | 2004年6月30日  |
| 9  | 悪のスタイリスト / メガ・ガントレット                  | (The Sinister Stylist! / Running the Gauntlet!                       | 2004年8月12日  |
| 10 | ぬいぐるみの ぎゃくしゅう! / 井戸の中のカエル          | Attack of the Stuffed Stuff / Reservoir Frogs!                       | 2004年8月13日  |
| 11 | ボヨンボヨン・パニック / ドロイド博士の野望            | Pogo Panic! / Enter Dr.Droid!                                        | 2004年8月16日  |
| 12 | ミスターベイグがほしいもの / 笑えない笑い              | Mr.Vague / The Big Put-Down!                                         | 2004年8月17日  |
| 13 | ピカピカのクリスマス / おじいちゃん大活躍              | Happy Holidays Mr. Gruff! / The Grandfathers Show!                   | ?              |
| 14 | 帰ってきたソグ / ミスター・ラージの大きな計画          | Thog the Caveman Returns! / Mr.Large's Slippery Scheme               | 2004年8月18日  |
| 15 | スターにくびったけ / キャプテン・エクセレント登場!     | Sounds of the Songstress! / Calling Captain Excellent!               | 2004年8月19日  |
| 16 | テクノーふたたび! / 記念物があぶない!                  | The Return of Technor! / A Monumental Crisis!                        | 2004年8月20日  |
| 17 | かけだしの新聞記者 / 三人のチームワーク                | You Better Stant Calling Me Chief! / When Elemnts Unite!             | 2004年7月12日  |
| 18 | とばせ!ゴーゴーゴー! / ドルイド卿の野望                | Getway Car-go! / Enter Lord Druid!                                   | 2004年7月13日  |
| 19 | エレクトロニカのゲーム / アングラーの たくらみ         | Electronica's Game! / The Angler's Angle!                            | 2004年7月14日  |
| 20 | 過去からの男 / 運の良い悪者                            | Out of the Past! / The Sinister Shillelagh!                          | 2004年7月15日  |
| 21 | 宇宙のパパとママ! / なぞのパーティ!                    | The Parents From Another Plant! / The Birthday Bash!                 | 2004年7月16日  |
| 22 | きたない殺し屋ジョー! /のろわれたビーチ!               | The Sinister Sloppy Joe! / Sun, Surf, Sand... and Skull?             | 2004年7月26日  |
| 23 | うぬぼれた悪者! / シンコ・デ・マ-ヨを守れ!             | The Big Image Problem! / Not on My Cinco De Mayo!                    | 2004年7月27日  |
| 24 | 怖い夢に負けるな! / 選ばれるのはどっち?!               | Things That Go Bump in the Night! / Will of the People!              | 2004年7月28日  |
| 25 | エレクトロニカのゲーム2! / ガントレットふたたび!       | Electronica's Game2! / Tossing the Gauntlet!                         | 2004年7月29日  |
| 26 | 踊れ!シュプリーモ! / 失敗にご用心!                     | Doin' the Supremo! / Beware of the Bungler!                          | 2004年10月11日 |
| 27 | 力を合わせて! / 水が消える!                            | Doin' the Supremo! / Out to Dry!                                     | ?              |
| 28 | あの歌をもう一度! / あの歌をもう一度2!                 | Play It Again Songstress! Part 1 / Play It Again Songstress! Part 2  | ?              |
| 29 | ブレンダの誕生日泥棒! / 空を飛ぶ街! (Rasing The State! | Brenda's Birthday Dandit!                                            | ?              |
| 30 | マグナ・モールへようこそ! / チーム・ブリッツ!          | Welcome to the Magna Mall! / The Baron's Blitz!                      | ?              |
| 31 | うますぎる話! / ハッピーな署長!                        | Pyrite and Pirate / The Chief of Cheer!                              | ?              |
| 32 | マントの骸骨の正体! / 3,2,1・・・・ティーモ!           | Cloaked Paulson, Mr.Skull!                                           | ?              |
| 33 | チーズ女王! / 恐怖のアニメーション                     | Something Cheesy Comes This Way! / Cartoons of Doom!                 | ?              |
| 34 | ボンヤリで大混乱! / エイリアンの襲撃!                  | State of Chaos / Science Friction                                    | ?              |
| 35 | バレンタインの泥棒! / 謎のベタベタ物質!                | Will You Be My Valentine Bandit? / Unidentifiable Goopy Substance!1  | ?              |
| 36 | コムラドZの脅威! 第1章 / コムラドZの脅威! 第2章        | The Mark of Comrade Z Part 1 / The Mark of Comrade Z Part 2          | ?              |
| 37 | ティーモ・ロック / スクーター・ラッドの計画!           | Teamo Rocks! / The Wrath of Scooter Lad!                             | ?              |
| 38 | 文字が消える! / ミクロ・シュプリーモ!                  | Word Seach! / Micro Supremo!                                         | ?              |
| 39 | ケヴィン知事の アナリスト! / ガントレットの挑戦        | The Governor's Analyst / The Gauntlet's New Gloves                   | ?              |

1 - Toon Disneyでは1回のみの放送

## 日本での放送局
- トゥーン・ディズニー

*トゥエルビ

## 日本語版スタッフ
- 翻訳 - ?
- 演出 - ?
- 録音制作 - 東北新社

## 参考資料
- Newtype（KADOKAWA） - 2004年7月号（6月21日以降）から探索可能。